# Šórindži kempó
Šórindži kempó (japonsky 少林寺拳法) je japonské bojové umění, které založil v roce 1947 Dóšin Só (často označovaný jako Kaiso, v češtině Zakladatel). Só pobýval v letech 1928–1945 na čínském území. O jeho přesném působení neexistuje mnoho dokladů vzhledem k tomu, že zde působil jako tajný agent japonského císařství. Pohyboval se zejména ve společnosti místních protivládních skupin. Zde se také setkal s řadou mistrů bojových umění, kteří byli nuceni po potlačeném boxerském povstání na přelomu 19. a 20. století žít v ilegalitě. V Pekingu studoval u mistra Wen Lao-š’, představeného mnicha severního kláštera Šaolin Ihermen-thuen. Později se při obřadu v klášteře Šaolin také stal jeho oficiálním nástupcem, 21. představeným této školy.
Působení Doshin So v Číně ukončila porážka Japonska. Po návratu do své vlasti v roce 1946 viděl, jak kapitulace a obsazení americkými vojsky vedla k totální demoralizaci, ztrátě osobních hodnot a úpadku do té doby hrdé japonské společnosti. Protože se stal v Číně současně zen-buddhistickým mnichem, rozhodl se, že bude zen-buddhismus vyučovat a pomůže navrátit poražené obyvatele k jejich původním kořenům. Nesetkal se však s velkým úspěchem, jelikož mu nikdo nechtěl naslouchat.
V roce 1947 učinil Doshin So další a tentokrát velmi úspěšný pokus získat si pozornost lidí. Zkombinoval bojové techniky, jež se naučil v Číně, jiné bojové styly, které znal a přidal svou interpretaci zen-buddhistické filosofie (Kongó Zen) a začal tento styl vyučovat. Toto lze považovat za založení Šórindži kempó. Je nutno říci, že tento styl není odnoží čínského kung-fu, ale zcela nový styl, který založil Doshin So na základě svých bohatých zkušeností s bojovými uměními a zkušeností z války.
„Šórindži“ je japonský název pro Šaolin, „kempó“ označuje metodu pěsti.

## Popis
V Šórindži kempó se střetávají tisíce let zkušeností generací mistrů čínských a japonských bojových umění a moderní přístup, jež mu vdechl jeho zakladatel. Šórindži kempó je zen v pohybu a je tedy neodmyslitelně spjato se zen buddhistickou filosofií Kongó Zen, jež se prolíná všemi aspekty Šórindži kempó. Kongó Zen kombinuje dva protikladné přístupy k životu. Jsou jimi přístup "pasivního přijímání" charakteristický pro východní filozofie s přístupem "aktivního snažení", tak typického pro západní země. Cesta Šórindži kempó by se dala popsat jako tzv. zlatá střední cesta. Je to vidět na všech úrovních. Shorinji Kempo je bojové umění pro život. Jeho cílem není vychovávat bojovníky pro zápasy a soutěže, ale zdravě sebevědomé lidi, kteří se budou schopni v případě potřeby postavit za práva svá, svých blízkých či budou schopni pomoci potřebným. To jak na ulici, tak v běžném životě. Cestu Šórindži kempó výstižně popisuje výrok jeho zakladatele: "Polovinu štěstí pro sebe, polovinu pro ostatní."
Tato dualita je zřetelná i u samotných technik Šórindži kempó, ve kterých se využívá jak tvrdého přístupu (údery, kopy, bloky), tak přístupu jemného (uvolnění z úchopu, povalení, hody, znehybnění). Techniky jsou navrženy tak, aby umožňovaly zneškodnění útočníka bez trvalého ublížení na zdraví. Do balíku Šórindži kempó patří také studium tlakových bodů lidského těla, využívaných jak při vlastních bojových technikách, tak i při masážích a uvolnění bolesti.

## Šórindži kempó v Česku
V současné době existují v České republice dva kluby šórindži kempó, v Praze a Karlových Varech.[zdroj?]